# Chant (album)
Chant è un album di canti gregoriani eseguiti dai monaci benedettini di Santo Domingo de Silos nel loro monastero situato nella Spagna nordoccidentale.
Originariamente inciso e pubblicato su vinile nel 1973, divenne un fenomeno commerciale e di costume nel 1994, quando fu ripubblicato per il mercato statunitense dalla casa discografica Angel (etichetta del gruppo britannico EMI) e fortemente pubblicizzato attraverso una campagna di marketing che lo presentava come risposta e antidoto ai rumori e allo stress della vita moderna.

## Successo commerciale
Il successo riscosso da Chant in seguito alla sua ripubblicazione del 1994 fu straordinario, sia in termini assoluti sia, ancor più, per un album di canti gregoriani monastici. Negli Stati Uniti l'album salì infatti fino alla posizione #3 della classifica generale di Billboard, vendendo 3 milioni di copie e venendo certificato triplo disco di platino. Chant divenne un tale fenomeno di costume che i monaci che lo avevano inciso vennero invitati a trasmissioni televisive di grande seguito come The Tonight Show e Good Morning America. Altre 3 milioni di copie furono vendute in Europa e nel resto del mondo, per un totale di oltre 6 milioni di album venduti, cifra che fa di Chant l'album di canti gregoriani più venduto della storia.

## Seguiti
L'enorme successo riscosso da Chant spinse la casa discografica a pubblicare, già alla fine dello stesso anno della sua uscita, il nuovo album di canti gregoriani Chant Noel: Chants for the Holiday Season. Seguirono Chant II nel 1995 e Chant III nel 1996.
Nel 2004, in occasione del decimo anniversario dall'ascesa di Chant nelle classifiche, il primo album e Chant II sono stati rimasterizzati e ripubblicati in un doppio album con una nuova copertina conosciuto come Chant: The Anniversary Edition.

## Tracce
1. "Puer Natus Est Nobis": Introito (Modo VII) – 3:36
2. "Os Iusti": Graduale (Modo I) – 2:49
3. "Christus Factus Est Pro Nobis": Graduale (Modo V) – 2:39
4. "Mandatum Novum Do Vobis": Antifona e salmo 132 (Modo III) – 1:41
5. "Media Vita In Morte Sumus": Responsorio (Modo IV) – 6:11
6. "Alleluia, Beatus Vir Qui Suffert": Alleluia (Modo I) – 3:10
7. "Spiritus Domini": Introito (Modo VIII) – 3:46
8. "Improperium": Offertorio (Modo VIII) – 2:36
9. "Laetatus Sum": Graduale (Modo VII) – 2:17
10. "Kyrie XI A": Kyrie (Modo I) – 1:06
11. "Puer Natus In Bethlehem": Ritmo (Modo I) – 1:58
12. "Jacta Cogitatum Tuum": Graduale (Modo VII) – 3:34
13. "Verbum Caro Factum Est": Responsorio (Modo VII) – 4:04
14. "Genuit Puerpera Regem": Antifona e salmo 99 (Modo II) – 2:56
15. "Occuli Omnium": Graduale (Modo VII) – 3:21
16. "Ave Mundi Spes Maria": Sequenza (Modo I) – 4:18
17. "Kyrie Fons Bonitatis": Tropo (Modo III) – 4:00
18. "Veni Sancte Spiritus": Sequenza (Modo I) – 2:42
19. "Hosanna Filio David": Antifona (Modo VII) – 0:42